# Comité por la Libertad de los Presos Políticos
El Comité por la Libertad de los Presos Políticos (CLIPPVE) es una organización no gubernamental venezolana dedicada a la defensa de los presos políticos  y de la documentación de las detenciones arbitrarias en el país.
En diciembre de 2024, CLIPPVE publicó el informe "Prisión injusta, celdas inhumanas" como parte de una investigación. El informe documenta condiciones carcelarias deplorables en las que se encuentran los presos políticos en Venezuela, agravadas después de las elecciones presidenciales de 2024, en centros de detención como El Helicoide, El Rodeo I, Tocuyito, Tocorón y Yare III, al igual que casos de tortura, malos tratos, aislamiento prolongado, la negación de visitas de familiares y abogados, y la ausencia total de garantías legales. El Comité destacó que los casos no eran aislados y formaban parte de una práctica sistemática de persecución política.